# Adorazione del Bambino (Gentile da Fabriano)
L'Adorazione del Bambino è un dipinto a tempera e oro su tavola (72x42,6 cm) di Gentile da Fabriano, databile al 1420-1421 e conservato nel Getty Center di Los Angeles.

## Storia
L'opera viene in genere assegnata tra il veloce passaggio di Gentile nella sua città natale, Fabriano, nella primavera del 1420, e il suo arrivo a Firenze nell'estate di quell'anno. Esistono infatti affinità coi volti femminili della Pala Strozzi, anche se copie e derivazioni da parte di seguaci locali nelle Marche e in Dalmazia farebbero pensare a un dipinto visibile in area adriatica. In particolare esiste una Madonna della culla del cosiddetto Maestro di Staffolo che riprende fedelmente la forma del Bambino.

## Descrizione e stile
La scena mostra una singolare contaminazione tra le iconografie della natività di Gesù, in particolare nell'accezione dell'Adorazione del Bambino, e della Madonna dell'Umiltà, con Maria in primo piano seduta su un prato. Sullo sfondo si vedono anche Giuseppe, addormentato come secondo la tradizione, per sottolineare il suo ruolo marginale nella nascita del Salvatore, la capannuccia col bue e l'asinello e, più in lontananza, l'annuncio ai pastori, risolto come un'apparizione luminosa su una montagna brulla.
Protagonista assoluta è comunque la Vergine, raccolta in un manto dai bordi ondulati che ne addolcisce la monumentalità. Nei ricami dorati si leggono varie iscrizioni, che testimoniano l'estrema cura del pittore fabrianese per gli apparati decorativi col metallo prezioso. Lungo il velo si legge "Ave Mater Digna Dei Ven[tris] Ben[edicti]", sull'orlo destro del manto "Salve Regina Mater Mis[ericordiae]", sull'orlo sinistro "Ave Maris Ste[lla] Dei Mater Alma Atque [...]" e su quello inferiore "Ave Maria Gratia Plena Do[minu]s Tecum Benedi[cta tu in] Mulieribus".
La luce si concentra poi sull'erba in primo piano, densa di morbidi fiorellini tipici del Gotico internazionale in Italia, e sul bambino sdraiato su un panno riccamente ricamato d'oro e steso sulle gambe di Maria. Virtuosistico è il velo trasparente che lo copre.